# Thaprek (Nuwakot)
Thaprek – gaun wikas samiti w środkowej części Nepalu w strefie Bagmati w dystrykcie Nuwakot. Według nepalskiego spisu powszechnego z 2001 roku liczył on 741 gospodarstw domowych i 4069 mieszkańców (2070 kobiet i 1999 mężczyzn).